# Neodexiospira mannarensis
Neodexiospira mannarensis är en ringmaskart som beskrevs av Pillai 1970. Neodexiospira mannarensis ingår i släktet Neodexiospira och familjen Serpulidae.
Artens utbredningsområde är havet kring Nya Zeeland. Inga underarter finns listade i Catalogue of Life.